# Гамбіт Еванса
Гамбі́т Е́ванса — шаховий дебют, який починається ходами: 
1. e2-e4 e7-e5

2. Кg1-f3 Кb8-c6

3. Сf1-c4 Сf8-c5

4. b2-b4.

Належить до відкритих початків.

## Історія
Цей гамбіт винайшов 1824 року англієць Вільям Еванс. У другій половині XIX століття гамбіт Еванса був дуже популярний. Його з успіхом застосовували блискучі майстри атаки Пол Морфі, Адольф Андерсен, Михайло Чигорін. Цим гамбітом була зіграна знаменита «вічнозелена партія» між Адольфом Андерсеном і Жаном Дюфренем у Берліні в 1852 році. Потім Емануїл Ласкер запропонував гарну систему захисту за чорних і дебют майже зник з практики майстрів. Однак у наші часи його знову стали успішно застосовувати на гросмейстерському рівні, збагативши новими ідеями. Його застосовували і застосовують такі гравці, як Ян Тімман, Джон Нанн, Гаррі Каспаров, Володимир Крамник.

## Основні ідеї
В італійській партії білі близькі до своєї мети — створення сильного пішакового центру, але їм не вистачає буквально одного темпу для закріплення переваги. У зв'язку з цим логічною виглядає спроба шляхом жертви флангового пішака «b2» виграти час і вирішити проблему захоплення центру.

## Варіанти
Після 4. b2-b4 у чорних два основних продовження:
- 4…Cc5:b4 — прийняти жертву пішака і, повернувши його в підходящий момент, вирівняти гру.
- 4…Сс5-b6 — відхилити жертву (відхилений гамбіт Еванса)